# 2688 Halley
2688 Halley (1982 HG1) là một tiểu hành tinh vành đai chính được phát hiện ngày 25 tháng 4 năm 1982 bởi Bowell, E. ở Flagstaff (AM).